# Lã Mông
Lã Mông (chữ Hán: 吕蒙, 178 - 220), tên tự là Tử Minh (子明), được xưng tụng là Lữ Hổ Uy (呂虎威), là danh tướng cuối thời Đông Hán trong lịch sử Trung Quốc.
Ông vốn xuất thân nghèo khổ, nên thuở nhỏ cũng rất ít được đi học. Do có người anh rể là Đặng Đương làm bộ hạ cho thủ lĩnh miền Giang Đông là Tôn Sách nên Lã Mông cũng trở thành tướng dưới trướng của họ Tôn. Kể từ đó ông liên tiếp lập được nhiều chiến công, góp phần giúp Tôn Sách chinh phục và ổn định miền Giang Đông. Sau khi Tôn Quyền lên kế vị Tôn Sách, đã chú ý tới ông nên tìm cách khuyến khích Lã Mông nỗ lực trao dồi thêm kiến thức. Không bao lâu sau thì ông đã nhanh chóng thông thạo binh lược, trở thành một đại tướng quân uy dũng của Đông Ngô. Về sau ông được phong chức Thái thú ở Nam quận, trở thành một vị tướng giỏi giúp Tôn Quyền canh giữ miền tiền tuyến. Năm 216, Lã Mông được phong lên làm Đại đô đốc, chức quan cao nhất ở Đông Ngô thời bấy giờ.
Đến năm 219, Lã Mông sử dụng kế sách áo trắng sang sông và chiếm miền tây Kinh châu, đánh bại danh tướng của Lưu Bị là Quan Vũ, lập được một đại chiến công uy chấn cả Trung Quốc, tuy nhiên không bao lâu sau thì ông đột ngột qua đời. Trước khi mất, ông dặn dò người nhà làm tang lễ đơn giản, và đem hết vàng bạc của cải được ban thưởng trước đó trả lại cho Tôn Quyền.

## Thời niên thiếu
Lã Mông sinh vào năm 178 thời Hán Linh Đế tại Nhữ Nam (nay là đông nam huyện Phụ Nam, tỉnh An Huy). Khi Lã Mông còn nhỏ, gia đình do chiến loạn đã di cư đến vùng phía nam sông Dương Tử, thuộc Giang Đông. Từ nhỏ Lã Mông sống trong cảnh nghèo khổ, khi lớn lên ông nương nhờ người anh rể là Đặng Dương, vốn là tướng dưới quyền của Tôn Sách, thủ lĩnh ở Giang Đông. Năm 16 tuổi, Lã Mông giấu gia đình, bí mật theo Đặng Dương chinh phạt quân Sơn Việt.
Sau này, Đặng Dương phát hiện ra Lã Mông làm lính trong quân của mình nên đem việc này nói với mẹ ông khiến bà rất tức giận, mắng ông và không cho ông tòng quân nữa. Nhưng Lã Mông giải thích với mẹ rằng:"Chúng ta không thể sống nghèo khổ mãi, nếu có thể tự chứng tỏ bản thân qua những công việc khó khăn, thì sự giàu sang mới có thể đến với mình. Nếu không vào hang hổ thì làm sao mà có thể bắt được hổ con".
Bà mẹ nghe lời giải thích của ông cũng rất cảm động, nên không giận nữa vì đồng ý cho ông đi theo con đường của mình.
Tuy nhiên sau này có tên thủ hạ của Đặng Dương cảm thấy Lã Mông nhỏ tuổi nên thường tỏ ra khinh thị, thường mắng chửi nhục mạ ông. Lã Mông vô cùng tức giận nhưng viên lại đó vẫn tiếp tục chọc phá ông. Không kiềm được tức giận, Lã Mông bèn giết chết viên lại đó. Do tội giết người đó nên ông buộc phải chạy trốn vào nhà ở huyện Đồng, sau đó lại nương nhờ Giáo úy Viên Hùng. Viên Hùng đưa ông đến gặp Tôn Sách. Sau một hồi gặp gỡ, Tôn Sách bắt đầu mên phục Lã Mông, bèn xá tội cho làm tùy tùng bên cạnh mình.
Về sau Đặng Dương qua đời, đại thần Trương Chiêu bèn tiến cử Lã Mông thay thế chức vụ ấy. Do vậy ông được phong làm Biệt bộ tư mã.
Năm 200, Tôn Sách qua đời, em là Tôn Quyền lên kế nhậm đại quyền ở Giang Đông. Tôn Quyền thấy Lã Mông không có điều kiện học hành nhiều, chủ yếu tiến thân bằng võ nghiệp đánh trận chém giết nên khuyên Lữ Mông dù việc quân có bận rộn đến đâu thì cũng nên giành ít thời gian đọc sách để có kiến thức, biết chữ nghĩa. Lã Mông ngẫm thấy có lý nên nghe theo, nhưng không ngờ ông học nhanh hiểu rộng, nhanh chóng trở thành một bậc tướng quân đại tài. Chính điều này khiến cho Lỗ Túc, người trước đây rất coi thường Lã Mông đã phải thay đổi cách nhìn. Thây vậy, Lã Mông cười nói 
Kẻ sĩ ba ngày không gặp nhau thì nên rửa mắt mà nhìn

## Tham gia trận chiến Giang Hạ
Năm 204, Tôn Quyền đưa quân tiêu diệt thái thú Giang Hạ là Hoàng Tổ, thuộc tướng của Lưu Biểu, đánh bại thủy quân của Hoàng Tổ, lấy được ba quận Đan Dương, Dự Chương, Lư Lăng và dẹp yên các bộ tộc Sơn Việt, giành chiến thắng trở về. Lã Mông cũng tham gia trong trận chiến này. Khi quân Tôn Quyền về đến Dự Chương, Tôn Quyền lại phái Chinh Lỗ tướng quân Lã Phạm bình định miền Bà Dương và Trình Phổ bình định Nhạc An, Kiến Xương Đô úy là Thái Sử Từ đến đảm nhận vùng Hải Hôn. Sau đó Tôn Quyền lại phong cho Lã Mông cùng với Biệt bộ tư mã Hoàng Cái, Hàn Đương và Chu Thái trấn giữ các nơi hiểm yếu để đề phòng sự xâm lấn của bọn Sơn Việt. Ông theo lời của Tôn Quyền, dùng vũ lực và nhanh chóng đánh bại các bộ tộc Sơn Việt. Do chiến công này, Lã Mông được phong làm Bắc Bình đô úy và Quảng Đức trưởng.
Năm 208, Tôn Quyền nghe theo ý kiến của bộ tướng Cam Ninh, phát binh tiến công Hạ Khẩu. Đây là lần công kích thứ ba của Tôn quyền vào Giang Hạ. Lã Mông đi theo Tôn Quyền, giao chiến với Hoàng Tổ. Quân Tôn Quyền đánh bại quân thủy của Hoàng Tổ, giết tướng Trương Thạc. Hoàng Tổ cả sợ, sai Trần Tựu phong tỏa lối vào Miện Khẩu bằng các chiến thuyền lớn, lại sai quân lên mỏm núi, ném đá và lửa xuống thuyền của quân Ngô nhằm phong tỏa đường tiến quân của Tôn Quyền. Tôn Quyền bèn sai Đổng Tập và Tư Mã Lăng dẫn 100 quân cảm tử mặc 2 lần áo giáp, xông qua mưa tên đạn từ trên núi của quân Giang Hạ mà nổi lửa đốt các Mông xung bên Hoàng Tổ. Các Mông xung bị đánh chìm, quân Giang Hạ tan vỡ. Tướng Trần Tựu bị giết, Hoàng Tổ bại trận vội bỏ trốn. Tôn Quyền thừa thắng cho quân đuổi theo.
Thấy Tôn Quyền sắp đuổi kịp mình, Hoàng Tổ sai Thủy quân đô đốc Trần Tựu suất binh phản kích, Lã Mông được lệnh dẫn một đội quân tiên phong ra đánh. Ông nhanh chóng đánh tan quân của Trần Tựu và tự tay chém chết họ Trần. Nhờ đó quân Tôn Quyền nhanh chóng bao vây và chiếm thành Hạ Khẩu. Hoàng Tổ tìm đường bỏ trốn nhưng chẳng thoát và bị bắt đem chém đầu. Do chiến công chém tướng Trần Tựu, Lã Mông được thăng tới chức Trung Lang tướng và được thưởng nhiều vàng bạc.

## Hiến kế đánh Giang Lăng và Di Lăng
Cùng năm đó, Lã Mông cùng Chu Du, Trình Phổ... tham gia trận Xích Bích, đánh tan quân của Tào Tháo ở phía bắc. Tào Tháo thoát chết, rút quân về phía bắc, cho Tào Nhân ở lại trấn thủ Giang Lăng. Thừa thắng, Tôn Quyền hợp quân với Lưu Bị tiến công Giang Lăng, cử Chu Du, Trình Phổ tiến quân đánh thành Giang Lăng. Sau Chu Du dâng biểu lên Tôn Quyền xin cho Lã Mông cai quản thay vùng Tập Túc đang quản trị nhưng Lã Mông từ chối. Tôn Quyền nghe theo lời đề nghị này của ông.
Tào Nhân thủ thành rất vững, Chu Du đánh hơn một năm không hạ, bèn phải cầu viện Lưu Bị, mời Quan Vũ, Trương Phi đem quân đến ngăn cản viện quân Lý Thông. Thoát khỏi nan đề viện quân, Chu Du có thể dùng tập trung nhiều binh lực và tướng lĩnh đánh Giang Lăng. Để phân tán sự chú ý của Tào Nhân, Chu Du phái Cam Ninh tiến đánh thành Di Lăng bên cạnh Giang Lăng. Quân Tào trong thành yếu ớt, Cam Ninh nhanh chóng đánh chiếm được thành Di Lăng, uy hiếp Giang Lăng. Tào Nhân bèn cử đại quân tiến đánh hòng chiếm lại Giang Lăng. Cam Ninh bị công đánh quyết liệt, gửi thư cầu cứu Chu Du. Lã Mông thấy thế bèn hiến kế cho Chu Du, khuyên Chu Du chia một nửa quân cho Lăng Thống và để Thống ở lại Giang Lăng vây áp Tào Nhân, để đích thân Chu Du mang quân tới giải vây thành Di Lăng. Chu Du nghe theo, kéo tới đánh bại quân Tào đang vây bức Di Lăng, giải vây cho Cam Ninh.
Chu Du kéo đến trước thành Di Lăng. Lã Mông lại hiến kế bảo Chu Du hãy phái 300 người dùng gỗ cây để chặn ngay con đường rút của quân Tào khi chúng bỏ chạy. Nhờ vào mưu kế đó, Chu Du nhanh chóng giải vây cho Di Lăng, giết hơn một nửa quân Tào. Bộ binh quân Tào bỏ chạy thì gặp phải gỗ cây ở trên đường, buộc chúng phải bỏ ngựa. Nhân đó Chu Du và Lã Mông cho quân xuất kích, bắt được 300 con chiến mã.
Sau khi giải vây cho Di Lăng, Chu Du nhanh chóng hạ được Giang Lăng và các huyện phụ cận. Tôn Quyền vô cùng hài lòng, cho Chu Du kiêm chức thái thú Nam Quận và Lã Mông làm Thiên tương quân, kiêm chức Tầm Dương lệnh.

## Bày mưu đối phó Tào Tháo
Sau khi mất Giang Lăng, Tào Tháo nhiều lần cho người Lư Giang là Tạ Kì quân xâm phạm vào biên giới Đông Ngô. Lã Mông nhiều lần phái người đến dụ hàng đều không được. Do đó ông tập hợp đại quân tiến đánh tập kích nhiều lần, khiến chúng nhiều lần thua trận phải chịu hàng.
Năm 213, Tào Tháo đích thân đem 10 vạn quân đánh Tôn Quyền, tiến đến Nhu Tu Khầu, phá doanh trại của Tôn Quyền ở Giang Tây và bắt sống được đô đốc Công Tôn Dương. Lã Mông theo lệnh của Tôn Quyền, thống lĩnh 7 vạn quân chống trả. Ông nhiều lần lập kế đẩy lui quân Tào. Sau đó, ông khuyên Tôn Quyền lập các thuyền ổ ở của Giáp Thủy, còn tự mình bố trí lực lượng phòng bị. Về sau Tào Tháo thấy quân đội của Tôn Quyền bố trí nghiêm ngặt nên không dám khinh suất, bèn rút quân về.

## Trận chiến Hoàn Thành
Sau khi Tào Tháo rút quân đã lệnh cho Chu Quang làm thái thú Lư Giang, đóng quân ở Hoàn Thành, chiêu dụ đạo tặc địa phương cùng giúp mình chống Tôn Quyền. Lã Mông thấy vậy bèn khuyên Tôn Quyền nên mau chóng tiến đánh Hoàn Thành, không nên để lâu sẽ bất lợi. Tôn Quyền đồng ý, đích thân dẫn binh tiến đánh Hoàn Thành. Riêng ý kiến của Lã Mông trái ngược với các tướng còn lại, ông cho rằng trận này phải tốc chiến tốc thắng để không làm giảm nhuệ khí của quân sĩ và tránh quân Tào ở nơi khác đến tiếp viện. Tôn Quyền đồng ý với đề xuất này. Lã Mông sau đó lại tiến cử Cam Ninh làm Thăng thành đốc, đốc công tiền tuyến, còn ông tự mình đem quân tinh nhuệ đóng phía sau. Khi quân Ngô bắt đầu tiến công thì Lã Mông tự mình đánh trống, khiến tinh thần quân sĩ lên cao, không bao lâu sau thì công phá được thành.
Nghe tin Hoàn Thành nguy cấp, tướng giữ Hợp Phì là Trương Liêu sai quân cứu Viện, vừa tới Giáp Thạch thì nhận được tin Hoàn Thành đã mất đành dẫn quân về. Trong trận chiến này, Lã Mông lập được công đầu, vì thế Tôn Quyền phong cho ông làm thái thú Lư Giang.
Sau khi nhận thưởng, Lã Mông trở về Tầm Dương. Lúc bấy giờ ở Lư Lăng có đám giặc cướp thường đem quân quấy nhiễu dân chúng, Tôn Quyền lại phái ông đem quân đánh dẹp. Với tài trí của ông, chẳng mấy chốc đám giặc cướp bị dẹp tan. Ông ra lệnh giết chết tên đầu sỏ, còn lại tha cho về làm lương dân.

## Lập kế thu phục Hác Phổ
Cùng năm 214, Lưu Bị sang thu phục Tây Xuyên, để Quan Vũ ở lại trấn thủ Kinh Châu (đang là vùng đất tranh chấp với Đông Ngô). Tôn Quyền tức giận, lại phái Lã Mông cùng Tiên Vu Đan, Từ Trung, Tôn Quy đem 20000 quân tiến đánh các quận Trường Sa, Linh Lăng, Quế Dương thuộc Kinh Châu.
Lã Mông gửi thư cho ba quận dụ hàng. Thái thú Quế Dương Triệu Vân đang ở Xuyên, các quan viên dưới quyền nhanh chóng hàng phục. Thái thú Trường Sa Liêu Lập bỏ trốn. Chỉ riêng có thái thú Linh Lăng là Hác Phổ không chịu, kiên quyết chống trả. Lã Mông bèn bố trí phòng bị ở Trường Sa và đến Linh Lăng, giữa đường thì gặp người bạn cũ của Hác Phổ là Đặng Huyền Chi. Ông bèn khuyên Đặng Huyền Chi giúp mình bảo Hác Phổ đầu hàng.
Cùng lúc đó, thấy Tôn Quyền đánh Kinh Châu, Lưu Bị lập tức sai Quan Vũ dẫn 3 vạn quân tiến vào Ích Dương nhằm lấy lại ba quận. Tôn Quyền lúc đó đang ở Lục Khẩu, sai Lỗ Túc đem quân chống cự trước và dụ Lã Mông bỏ Linh Lăng, mau chóng sang cứu viện cho Lỗ Túc.
Lã Mông nhận được lệnh của Tôn Quyền bèn triệu tập các tướng bàn kế sách. Sau cùng ông quyết định phải mau chóng đoạt Linh Lăng trước, bèn sai Đặng Huyền Chi phao tin với Hác Phổ rằng Lưu Bị và Quan Vũ đang bị nguy khốn, thành Linh Lăng trơ trọi một mình không giữ được lâu. Hác Phổ nghe tin hoảng sợ, vội đem Linh Lăng theo về với Lã Mông. Lã Mông cho bốn tướng và 100 quân tiễn Hác Phổ ra khỏi thành, và nhân đó đưa quân vào thành. Khi Hác Phổ ra thành thì gặp Lã Mông. Sau một hồi trò chuyện, Lã Mông đưa bức thư của Tôn Quyền gửi cho mình trao cho Hác Phổ xem, vô tình khiến ông ta biết mình đã bị lừa. Hác Phổ vô cùng tức giận, dự định sẽ báo thù Lã Mông.
Sau đó, Lã Mông để Tôn Hà ở lại giữ Linh Lăng, còn mình về hợp quân cùng Lỗ Túc, còn mình trở về Ích Dương cùng Lỗ Túc, Tôn Hiệu và Phan Chương đối phó với Quan Vũ. Tuy nhiên về sau hai bên giảng hòa với nhau, Tôn Quyền trả Linh Lăng cho Lưu Bị rồi phong Lã Mông hai huyện Tầm Dương, Dương Tân làm thực ấp.

## Trận chiến Nhu Tu Khẩu
Không bao lâu sau trận Ích Dương, đến năm 215, Lã Mông lại theo Tôn Quyền xuất quân tấn công Hợp Phì của Tào Tháo nhân lúc Tháo đánh Hán Trung. Trong trận chiến này, Tôn Quyền xuất chinh bất lợi, bị tướng của Tào Tháo là Trương Liêu truy kích, tình thế bất lợi. Lã Mông cùng với Cam Ninh cố sức chống giữ, cuối cùng giúp Tôn Quyền trốn thoát.
Năm 217, sau khi chiếm được Hán Trung và lên ngôi Ngụy vương, Tào Tháo một lần nữa suất quân phạt Ngô, tiến vào vùng đất Cư Sào. Tôn Quyền lại phái Lã Mông làm đô đốc, đem quân chống Tào ở cửa Nhu Tu. Ông cho cố thủ thành nghiêm ngặt để chống cự, buộc Tào Tháo không đánh nổi phải lui quân. Sau trận này, Lã Mông được thăng lên chức Tả Hộ quân, Hổ Uy tướng quân.

## Kế nhậm chức Đại đô đốc
Năm 217, Lỗ Túc lâm bệnh qua đời, Lã Mông lên kế nhiệm chức Đại đô đốc, tiếp nhận hơn vạn quân mã của Đông Ngô. Sau Tôn Quyền phái ông làm Hán Xương thái thú, trấn thủ vùng tiếp giáp Kinh Châu của Quan Công. Quan Công vốn là người kiêu hùng dũng mãnh, có ý đồ xâm chiếm và bành trướng lãnh thổ của mình. Thời Lỗ Túc làm Đại đô đốc chủ trương hòa hoãn và nhân nhượng vì còn kẻ thù ở phía bắc là Tào Tháo. Đến khi nhận chức, Lã Mông lại khuyên Tôn Quyền phải chiếm Kinh Châu
Sau khi nghe sự phân tích của Lã Mông, Tôn Quyền hạ quyết tâm giành Kinh Châu để khống chế hoàn toàn miền phía nam sông Trường Giang. Lúc đầu Quyền muốn lấy Từ châu nhưng Lã Mông không đồng ý và đề xuất chiếm Kinh châu vì địa thế vùng đất ấy quan trọng hơn, hơn nữa thế lực của Tào Tháo còn lớn. Mà muốn đánh Kinh châu thì trước tiên phải tranh thủ liên kết lấy lòng và làm cho Quan Vũ nảy sinh lơ là phòng bị. Tôn Quyền chấp nhận chính sách này, sai Lã Mông đến Lục Khẩu đốc thúc. Từ đó, Lã Mông lên thay Lỗ Túc, tích cực chuẩn bị tập kích Kinh châu. Ông dùng chính sách ân cần và lấy lòng với Quan Vũ, chuẩn bị cho hành động quân sự trong tương lai.

## Đoạt Kinh châu, lưu danh sử sách
Về sau, mối quan hệ giữa Đông Ngô và Kinh châu lại rạn nứt, Quan Vũ ỷ thế có Kinh châu, tỏ ra khinh thường và sỉ nhục Tôn Quyền. Năm 219, Quan Vũ đưa quân lên phía bắc, tấn công Tào Nhân ở Phàn Thành, chỉ để Mi Phương và Phó Sĩ Nhân ở lại giữ Kinh châu. Lã Mông lại trình bày kế sách lên Tôn Quyền, tự cáo ốm để Quan Vũ chủ quan ở mặt phía đông, và giả vờ xin về Kiến Nghiệp an dưỡng, Tôn Quyền bèn cho Lục Tốn ra thay chức Đại đô đốc.
Quan Vũ nghe tin Lã Mông về Kiến Nghiệp, tỏ ra coi thường nguy cơ từ hậu phương vì Lã Mông không còn nên điều thêm quân từ Công An và Giang Lăng lên phía bắc. Quan Vũ vốn hay yêu quý sĩ tốt nhưng lại coi thường các sĩ phu. Vì vậy hai tướng My Phương và Phó Sĩ Nhân vẫn bất mãn với ông.
Quan Vũ tập trung đánh Phàn Thành. Tướng Ngụy là Vu Cấm mang quân chống cự, cứu viện Tào Nhân, bị Quan Vũ  đánh bại. Nhân lúc Quan Vũ còn ở phía bắc, Tôn Quyền lại sai Lã Mông trở lại làm Đại đô đốc, Chinh Lỗ tướng quân Tôn Kiểu làm hậu kế, đem quân ra đánh Kinh châu.
Mấy tháng sau, Lã Mông đưa quân vào Tầm Dương. Để tiến quân thuận lợi, Lã Mông ra lệnh quân sĩ mặc đồ trắng, cải trang thành thương nhân qua sông, đồng thời cử tinh binh mai phục trong các thuyền nhỏ, do đó nhanh chóng vượt qua các chốt phòng thủ gần bờ sông của Quan Vũ, vượt sông tiến vào vùng Kinh châu (bạch y độ giang). Quan Vũ hiện ở phía bắc, chưa biết gì về hành động bất ngờ của Lã Mông. Trong khi đó Lã Mông nhanh chóng đoạt được Nam quân, rồi sai Ngu Phiên đến thuyết hàng hai tướng Phó Sĩ Nhân và Mi Phương. Hai tướng này vốn bất mãn với Quan Vũ nên đồng ý, đầu hàng, dâng Giang Lăng và thành Công An cho Tôn Quyền. Lã Mông lại dùng chính sách Hoài Nhu, ra lệnh cho quân lính không được cướp đoạt và chém giết bách tính vô tội. Lúc đó có người đồng hương với Lã Mông (quận Nhữ Nam) ăn bớt vật tư, bị sĩ tốt phát hiện. Lã Mông không vì nể tình riêng, ra lệnh xử quyết người đó. Quân sĩ rất khâm phục ông. Ngoài ra, Lã Mông còn tìm cách lấy lòng dân chúng, thăm hỏi người già, tặng thuốc cho người bệnh,... Đối với tài sản của Quan công, Lã Mông cho phong bế lại và đưa lên Tôn Quyền, không cắt xén chút nào.
Ít lâu sau, Quan Vũ trở về Kinh châu, đồng thời phái người đến gặp Lã Mông. Lã Mông cho dùng hậu lễ tiếp đãi. Trước mặt sứ giả, ông tỏ ra bình thường, chu du trong thành, giả vờ hỏi han về gia cảnh của các sĩ tốt hay gửi thư về nhà để tránh sự chú ý của hắn. Khi sứ của Quan công về, ông cho quân sĩ hỏi han về tình hình của Quan công. Sứ giả không biết gì cứ nói một mực ra hết. Từ đó Lã Mông dò xét được binh tình của Quan Vũ.
Quan Vũ sau khi biết chuyện Kinh châu đã mất, không còn đường về khi đã mất căn cứ, vội vã chạy về Mạch Thành. Quân tướng của Quan công sợ hãi, lần lượt ra hàng Tôn Quyền. Tôn Quyền lại sai Phan Chương, Chu Nhiên chặn đường chạy về phía tây của Quan công. Cuối cùng đến ngày 2/1/220, cha con Quan công bị bắt, toàn bộ Kinh châu thuộc về Tôn Quyền. Phần lớn công lao trong chiến dịch này thuộc về Lã Mông.
Trận Kinh châu là đỉnh cao nhất trong sự nghiệp cầm quân của Lã Mông.

## Thần chết, chúa lo
Sau khi lập đại công trong việc chiếm Kinh châu, Lã Mông ngay lập tức được Tôn Quyền thăng lên chức Nam quận thái thú, tước Sàn Lăng hầu, ban 5.000 cân hoàng kim. Lã Mông cáo ốm không nhận nhưng Tôn Quyền nhất quyết không đồng ý, vẫn phong chức cho Lã Mông, làm lễ long trọng, lại ban cho của cải quý ở hai quận Nam quận, Lư Giang.
Tuy nhiên không bao lâu sau đó, Lã Mông đột nhiên lâm bệnh nặng qua đời, hưởng thọ 43 tuổi. Khi Lã Mông mắc bệnh, Tôn Quyền tỏ ra vô cùng lo lắng, xây nội điện cho ông nghỉ ngơi và tặng nhiều vàng bạc mời danh y đến chữa trị, đồng thời rất quan tâm đến bệnh tình của ông, phái tiểu đồng vào phủ quan sát. Khi Lã Mông thèm ăn và ăn được thì Tôn Quyền tỏ ra vui mừng, còn khi bệnh tình chuyển biến nghiêm trọng thì Tôn Quyền rất lo lắng. Khi thấy tình trạng bệnh của ông có cải thiện, Quyền mới lại triệu tập quần thần. Điều này chứng tỏ Tôn Quyền rất xem trọng Lã Mông.
Tuy nhiên đến một hôm, bệnh tình trở nên nghiêm trọng, thập tử nhất sinh. Tôn Quyền lo lắng đến mức phái đạo sĩ cầu phúc cho ông. Khi biết mình khó qua khỏi, Lã Mông khuyên Tôn Quyền rằng trọng trách sau này có thể giao cho Lục Tốn hay Chu Nhiên. Không lâu sau thì ông qua đời. Trước lúc mất, ông sai đem những vàng bạc của cải của Tôn Quyền giao tặng trả lại hết, và dặn dò làm lễ tang chỉ nên giản đơn.

## Hậu duệ
Sau khi Lã Mông qua đời, con trai ông là Lã Bá kế tập tước hầu, được ban lộc 300 hộ, ruộng đất 50 khoảnh. Sau khi Lã Bá chết, anh Lã Mông là Lã Tông nối tước hầu. Sau Lã Tông chết, em Lã Mông là Lã Mục trở thành Sàn Lăng hầu.

## Gia đình
- Cha: Lã Hợp Huy
- Mẹ: Lã Hợp Châu
- Anh chị em
  - Lã thị, chị Lã Mông, lấy Đặng Dương
  - Lã Tông, anh Lã Mông, sau này nối chức Sàn Lăng hầu
  - Lã Mục, nối chức Sàn Lăng hầu sau khi Lã Tông chết
- Con cái
  - Lã Bá

## Đánh giá

### Bình luận của người đương thời
Tài năng quân sự của Lã Mông được nhiều tướng lĩnh và nhà quân sự đương thời đánh giá cao. Tại Tam Quốc chí, quyển 54 (Chu Du Lỗ Túc Lã Mông truyện), Trần Thọ khen ông là người mưu dũng song toàn, có nhiều mưu kế giỏi và kì diệu như dụ hàng Hác Phổ, bắt Quan Vũ... song cũng có lời bình rằng lúc trẻ Lã Mông cũng là người khinh quả vọng sát, đến sau này mới có được cái độ lượng của quốc sĩ mà làm nên nghiệp đại tướng. Đại đô đốc trước Lã Mông là Lỗ Túc, trước từng chê cười Lã Mông, sau cũng phải có lời tán dương Lã Mông vượt qua cảnh nghèo và có ý học hỏi, tự cho mình không biết hết khả năng ông. Tôn Quyền từng khuyên Lã Mông cố gắng học hỏi để có thêm chút kiến thức, đến lúc thấy được thành quả của ông cũng rất khâm phục ý chí này của Lã Mông. Sự khâm phục này của Tôn Quyền còn kèm theo sự tin tưởng về tài năng và phẩm chất, như việc nhất quyết cử Lã Mông dẹp loạn giặc cướp trong khi các tướng có tước quyền cao hơn ông vào thời điểm đó ông thể nào làm được. Khi đàm luận về Chu Du, Lỗ Túc và Lã Mông, Tôn Quyền và Lục Tốn cũng rất khen ngợi ông là ngươi dũng cảm và mưu trí.

### Bình luận của hậu thế
Các sử sách sau thời Tam Quốc cũng có những lời đánh giá rất cao về nhân vật Lã Mông, hoan nghênh và tỏ thái độ khâm phục đối với ông, so sánh Lã Mông với ba vị đô đốc nổi tiếng khác là Chu Du, Lỗ Túc hay Lục Tốn. Ngoài ra, Tấn thư còn dẫn lời của Đặng Thiết bình luận với Cam Trác về Lã Mông, khen ông là một vị tướng tài.
Đến Cựu Đường thư vẫn thấy rất nhiều lời khen ngợi Lã Mông. Trong phần tuyện Ngụy Nguyên Trung, tác giả có chép lại lời nhận xét của Ngụy Nguyên Trung khen ngợi những vị văn thần võ tướng xuất thân bần tiện nhưng có ý chí, sau cùng làm nên đại nghiệp, trong đó có Lã Mông. Còn Tống sử thì cho rằng tài năng của Lã Mông có một phần là do sự khuyến khích của Tôn Quyền. Ngoài ra trong phần Nho lâm truyện ở Tống sử còn có ghi nhận lời tôn vinh danh tiếng của các vị tướng của Đông Ngô và Thục Hán, trong đó có Lã Mông.
Đến cả những nhân vật chính trị thời hiện đại cũng không ngớt khen ngợi Lã Mông. Tháng 9 năm 1959, trong chuyến công tác tại An Huy, Mao Trạch Đông đã có lời khen ngợi đối với Lã Mông, cho ông là người kiêu hùng dũng lược và chí khí và đánh giá cao những thành tích của ông. Ông cùng với Chu Du, Lỗ Túc và Lục Tốn được hậu thế xưng tụng là Đông Ngô tứ đại đô đốc (bốn vị đô đốc Đông Ngô), đều nắm toàn quyền cai quản quân đội.
Về sau, đời nhà Đường, lễ nghi sử Nhan Chân Khanh từng dâng biểu lên vua Đường xin truy phong cho các 64 tướng lĩnh thời xưa, trong đó có Trương Liêu, Đặng Ngải, Quan Vũ, Trương Phi, Chu Du, Lục Tốn, Lục Kháng và Lã Mông, trong đó ông được phong làm Ngô vũ uy tướng quân nam quận thái thú Sàn Lăng hầu Lã Mông và được lập miếu thờ. Sang thời nhà Tống, năm thứ năm niên hiệu Tuyên Hòa, Lã Mông được liệt vào hàng 72 danh tướng thời cổ đại và được lập miếu thờ.

## Giai thoại

### Lòng ham học
Như đã nói ở trên, Lã Mông lúc còn trẻ rất ít học, mãi về sau này nghe lời khuyến khích của Tôn Quyền mới bắt đầu trao dồi học vấn. Lúc đầu ông lấy lý do bận quân vụ để chối từ nhưng Tôn Quyền vẫn ra sức động viên, rằng dù gì đi nữa cũng phải biết một ít chữ nghĩa. Tuy nhiên sự cần cù và ý chí của ông thì ai cũng phải khâm phục. Với tài trí và lòng kiên trì của mình, chỉ trong vòng mấy năm, Lã Mông từ một kẻ dốt nát đã trở thành một học giả siêu việt, vị tướng văn võ song toàn, trụ cột đắc lực của Đông Ngô, đến cả Lỗ Túc cũng phải khâm phục. Có lần Lã Mông hỏi Lỗ Túc về cách đối phó với Quan Vũ, Lỗ Túc chỉ trả lời sẽ tùy cơ ứng biến. Lã Mông lại hiến cho Lỗ Túc năm sách lược khiến Lỗ Túc cực kì khen ngợi.

### Cách đối xử với mọi người
Thời trẻ, do mâu thuẫn với hiệu úy của anh rể Đặng Dương mà ông đã tự tay giết chết hắn, khiến bản thân suýt bị tội nặng. Về sau khi đã trở thành đại tướng, Lã Mông lại nảy sinh ra xung đột với một vị tướng khác là Cam Ninh, một người hiếu sát. Giai thoại như sau: Có một lần thuộc tướng của Cam Ninh phạm tội, sợ bị Ninh giết bèn trốn sang theo Lã Mông. Ông sợ Cam Ninh giết hắn nên không giao trả ngay. Sau đó nhân lúc Cam Ninh dâng lễ vật biếu mẹ Lã Mông, ông mới đem người thuộc hạ đó giao lại cho Cam Ninh, nhưng khuyên Ninh đừng giết hắn ta. Cam Ninh ban đầu nhận lời, nhưng khi về trại thì lập tức dùng cung bắn chết người này. Lã Mông biết việc cực kì tức giận, đem thuyền và quân đánh Cam Ninh, định giết ông ta. Nhưng khi đi đến giữa đường, Lã Mông chợt nhớ lại lời người mẹ căn dặn mình trước đây, đại ý rằng Tôn Quyền đối xử với ông như cốt nhục, phó thác việc cho ông, nên ông phải hết lòng mà thờ, không thể vì thù riêng mà gây ra hiềm khích trong nội bộ. Vì thế ông từ bỏ ý định đó, chạy đến thuyền Cam Ninh và chỉ bảo rằng mẹ mình mời Ninh đến dự tiệc, và hai người hòa giải với nhau
Việc Cam Ninh nóng tính thích giết người, nhiều lần trái ý của Tôn Quyền làm cho Tôn Quyền tức giận. Lã Mông thường khuyên Quyền rằng thiên hạ vẫn chưa định nên vẫn phải chịu đựng tính khí của Cam Ninh. Từ đó, Tôn Quyền hết lòng hậu đãi Ninh để Ninh trung thành với mình.
Giai thoại trên cho thấy Lã Mông là một vị tướng rất có hiếu biết quan tâm tới đồng liêu. Còn có một lần khác, Lã Mông cùng các tướng Thành Đường, Tống Định, Từ Cố đánh các vùng lân cận, ba tướng chết trận, con cháu của họ còn nhỏ. Tôn Quyền thấy vậy, định lấy thực ấp và binh quyền của ba tướng giao cho Lã Mông nhưng ông cho rằng ba vị tướng kia lập được công lao, cho dù con cháu còn nhỏ vẫn không thể phế hết tập ấm của họ được. Sau ba lần dâng biểu, cuối cùng Tôn Quyền đành phải chấp thuận. Về sau Lã Mông được cử đi dạy bảo cho người thừa tự của ba vị tướng này.
Nhiều lần, Lã Mông còn giải được mối hiềm khích giữa vua quan Đông Ngô, góp phần giải quyến nhiều mâu thuẫn trong nội bộ. Có lần Ngu Phiên khuyên can Tôn Quyền mà lời lẽ quá mạnh, bị Quyền đầy đi xa. Sau khi Lã Mông từ Kinh châu về Kiến Nghiệp biết được việc ấy, bèn 
tha cho Ngu Phiên và cho đi theo mình.. Lại một lần, Lăng Thống oán hận Cam Ninh giết cha mình là Lăng Thao, thường xảy ra xung đột. Khi Lã Mông mở yến tiệc trong nhà có cả hai người tới dự, Lăng Thống cầm đao múa kiếm định đâm Cam Ninh, Cam Ninh cũng múa kiếm đáp lại. Sợ không thể cứu vãn tình thế, cũng rút đao xông ra múa giữa hai người để cản. Vì thế, trận chém giết này mới không xảy ra.
Lã Mông cũng tỏ ra là người công minh, không vì thù riêng mà làm lỡ đến việc nước. Lúc đầu khi chưa được học, mỗi khi cần trình quân vụ gì thì Lã Mông đều tùy tiện dùng ký hiệu trong thư. Việc làm này bị thái thú Gian Hạ Thái Di khinh thường. Lúc thái thú Dự Chương Cố Thiệu mất, Tôn Quyền hỏi về người sẽ kế thừa chức ấy, Lã Mông không ngần ngại tiến cử Thái Di. Tôn Quyền khen ông và so sánh ông với tướng quốc của nước Tấn thời xưa là Kì Hề và trọng dụng Thái Di.
Trong trận Phàn Thành, khi Quan Vũ đánh Tào Nhân, tướng Ngụy là Vu Cấm dẫn quân đi cứu, bị Quan Công đánh bại. Tôn Quyền bèn sai Lã Mông cùng với Chinh Lỗ tướng quân Tôn Kiểu làm đại đốc, đánh vào Nam Quận nhân lúc Quan Vũ không có ở đó. Ông cho rằng như vậy không thỏa đáng, vì hai người cùng đảm nhậm một chức sẽ dễ gây tranh chấp như Chu Du và Trình Phổ trước đây, do đó Quyền cho Lã Mông một mình giữ chức Đại đốc.

## Trong văn học, điện ảnh

### Trong tiểu thuyết Tam Quốc diễn nghĩa
Trong tác phẩm Tam Quốc diễn nghĩa, nhân vật Lã Mông xuất hiện từ hồi 38 đến hồi 77. Do tư tưởng đứng về phe Thục Hán nên La Quán Trung đã xây dựng hình tượng nhân vật này có phần không giống như sách sử. Tam quốc diễn nghĩa còn đề cập đến một người vì quá tôn sùng Quan Vũ nên sinh ra oán hận đối với Lã Mông qua việc chê cười và mạt sát tài năng của ông. Lần đầu tiên xuất hiện, hồi 38, Lã Mông đang làm Bắc Bình đô úy cho Tôn Quyền, và sau đó là các việc làm của ông cho phe Đông Ngô như cùng Tôn Quyền đánh Hoàng Tổ, giết tướng Trần Tựu, tiến cử Cam Ninh, dụ hàng Hác Phổ, chiếm Kinh Châu... Tiểu thuyết này cũng đề cập nhiều đến sự phấn đấu trong việc học tập và nhãn quang quân sự xuất sắc của Lã Mông. Tuy nhiên ở những hồi về sau thì hình tượng nhân vật Lã Mông ít nhiều bị biến dạng, do ông là người gây ra cái chết của Quan Vũ. Ở hồi 77, tác giả mô tả việc Lã Mông bị Quan Vũ hiện về đòi mạng, nhập vào người của ông rồi đẩy Tôn Quyền, ngồi lên ngai, tự xưng là Quan Công, sau đó thì ông ngã lăn xuống đất chết.

### Trong các tác phẩm văn học khác
Nhân vật Lã Mông còn được nhắc đến trong các tác phẩm văn học sau này như ở Toàn Đường thi, Thái Bình Quảng kí, Dịch Kinh... và quyển tiểu thuyết Đông mạn du hí...

### Trong phim ảnh
Nhân vật Lã Mông xuất hiện trong một số các tác phẩm của điện ảnh Trung Quốc như
- Tân Tam Quốc Diễn Nghĩa (sản xuất 2010), do Thường Thành thủ vai Lã Mông
- Chung cực Tam quốc (2009), diễn viên đóng vai Lã Mông là Sùng Thiệu Bách...

## Câu nói nổi tiếng
| “                                 | Kẻ sĩ ba ngày không gặp mặt thì nên rửa mắt mà nhìn. | ” |
| — Lời nói của Lã Mông với Lỗ Túc) |                                                      |   |